# Sociedade Brasileira de Entomologia
Sociedade Brasileira de Entomologia – brazylijskie stowarzyszenie entomologiczne.
Stowarzyszenie zostało założone w 1937 roku. 8 i 12 czerwca 1937 odbyły się spotkania przygotowawcze, a 17 lipca uchwalono statut i wybrano zarząd. Na spotkaniu tym obecnych było 18 entomologów, ale do końca 1937 liczba członków wzrosła do 58, z których wszystkim nadano status członków założycielskich. W latach 1938–39 za oficjalne pismo stowarzyszenia służył Boletim Biológico, wydawany przez Clube Zoológico do Brasil. Od 1954 stowarzyszenie wydaje własne recenzowane czasopismo naukowe: Revista Brasileira de Entomologia, obecnie będące kwartalnikiem otwartego dostępu.